# 겨울 궁전

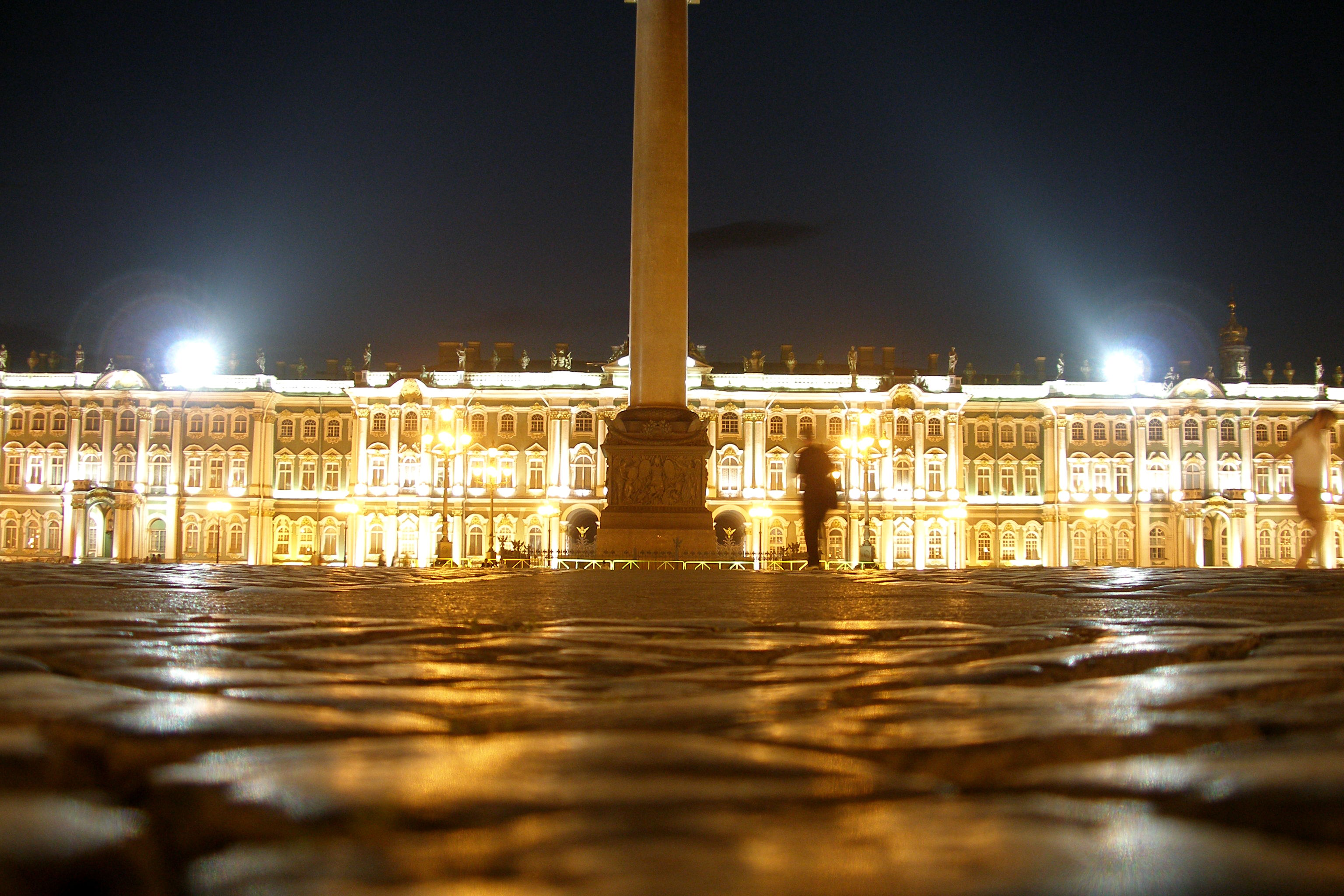
궁전 광장 쪽에서 바라본 겨울궁

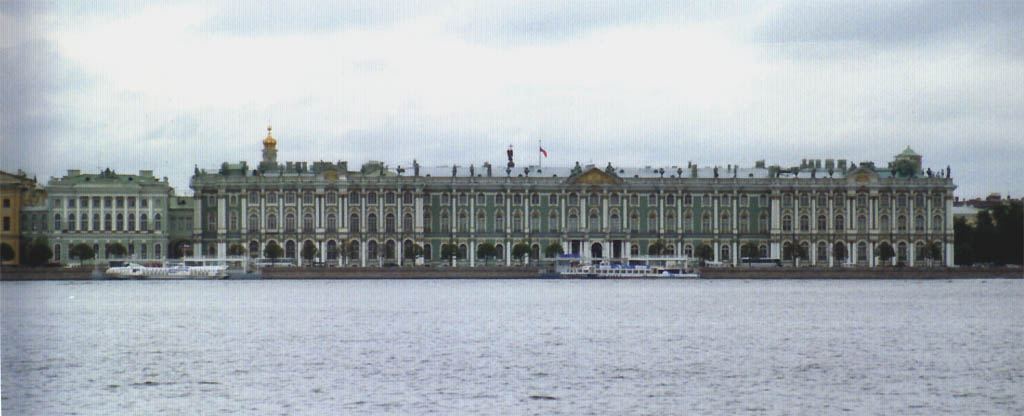
네바강 쪽에서 바라본 겨울궁

겨울 궁전(러시아어: Зимний дворец 지므니 드바레츠[*])은 1732년부터 1917년까지 로마노프 왕조의 역대 황제들이 공식 거처로 사용했던 상트페테르부르크의 궁전이다. 현재 이 궁전과 그 부속 건물들은 에르미타시 박물관으로 사용되고 있다. 궁전의 바닥 면적은 233,345제곱미터이며(궁전에는 1,886개의 문, 1,945개의 창문, 1,500개의 방, 117개의 계단이 있는 것으로 계산되었다), 총 면적은 14.2헥타르이다. 궁전 제방과 궁전 광장 사이에 자리 잡은 이 건물은 표트르 대제의 원래 겨울 궁전 부지에 인접해 있으며, 현재의 네 번째 겨울 궁전은 1730년대 후반부터 1837년까지 거의 지속적으로 건설되고 수정되었다가, 화재로 심각한 피해를 입은 후 즉시 재건되었다. 소비에트 예술과 세르게이 예이젠시테인의 1928년 영화 《10월》에서 묘사된 1917년의 궁전 습격은 10월 혁명의 상징이 되었다.
황제들은 제정 러시아의 힘과 권력을 반영하기 위해 기념비적인 규모로 궁전을 건설했다. 19세기 말까지 차르들은 이 궁전에서 22,800,000제곱킬로미터(지구 육지 면적의 거의 1/6)에 달하는 영토와 1억 2천5백만 명의 신민을 통치했다. 여러 건축가들이 겨울 궁전 설계에 참여했는데, 특히 이탈리아인 바르톨로메오 라스트렐리(1700년~1771년)가 가장 주목할 만하며, 이는 엘리자베타 바로크 양식으로 알려지게 되었다. 녹색과 흰색의 이 궁전은 전체적으로 길쭉한 직사각형 모양이며, 정면은 길이가 215미터(705피트), 높이가 30미터(98피트)이다. 심각한 화재 이후 1837년의 재건축으로 외관은 그대로 유지되었지만, 내부의 상당 부분이 다양한 취향과 양식으로 재설계되어 이 궁전은 "로코코 양식을 본뜬 19세기 궁전"으로 묘사되었다.
1905년, 시위대가 겨울 궁전을 향해 행진했을 때 피의 일요일 사건이 발생했지만, 이때는 이미 황실이 더 안전하고 한적한 차르스코예 셀로(문자 그대로 "황제의 마을")의 알렉산드르 궁전에서 거주하기로 선택했던 시기였으며, 겨울 궁전은 공식적인 국가 행사를 위해서만 사용되었다. 1917년 2월 혁명 이후 궁전은 잠시 알렉산드르 케렌스키가 이끈 러시아 임시정부의 청사로 사용되었다. 같은 해 후반, 붉은 근위대 병사들과 수병들의 부대가 궁전을 습격했는데, 임시 정부를 전복하고 소비에트 국가가 탄생하는 결정적인 순간이 되었다.